# Zygocanna pleuronota
Zygocanna pleuronota is een hydroïdpoliep uit de familie Aequoreidae. De poliep komt uit het geslacht Zygocanna. Zygocanna pleuronota werd in 1810 voor het eerst wetenschappelijk beschreven door Péron & Lesueur. 